# Saint-Aubin-de-Crétot

Saint-Aubin-de-Crétot este o comună în departamentul Seine-Maritime, Franța. În 1 ianuarie 2022 avea o populație de 518 de locuitori.